# Francisco Javier Cueva
Francisco Javier Cueva fue un político mexicano que fue gobernador de Colima. Nació en Zamora en 1829. Se tituló de médico y radicó en Colima para practicar su profesión. En 1860 fue elegido diputado al Congreso de Colima y dos años más tarde fue vocal del Consejo de Gobierno y Fiscal de Imprenta. 
Se opuso y combatió al Segundo Imperio Mexicano y en 1867, a su regreso a Colima, fue diputado a la IV Legislatura local, encabezando ese año la expedición que el gobierno del estado hizo a las Islas Revillagigedo. Durante su gobierno, recibió el 12 de octubre de 1869 en Colima a William H. Seward, secretario de Estado de los Estados Unidos. 
Durante la administración de Cueva, fue promovido por los vocales de la Junta Municipal, el 15 de noviembre de 1868, un motín en Manzanillo que pretendía deponer al jefe político Casimiro Arzac, con el fin de sustituirlo por Carlos Barajas. Los hechos se desarrollaron en relativa gresca, sin embargo, no hubo hechos de sangre que lamentar y los amotinados fueron llamados a la ciudad de Colima por el gobernador Francisco Javier Cueva, quien los sujetó a juicio, depuesiendolos de su cargo. Murió el 18 de agosto de 1894. 
| Predecesor: Ramón R. de la Vega | Gobernador de Colima 1869 - 1871 | Sucesor: Francisco Santa Cruz |